# Visita de Barack Obama ao Brasil em 2011

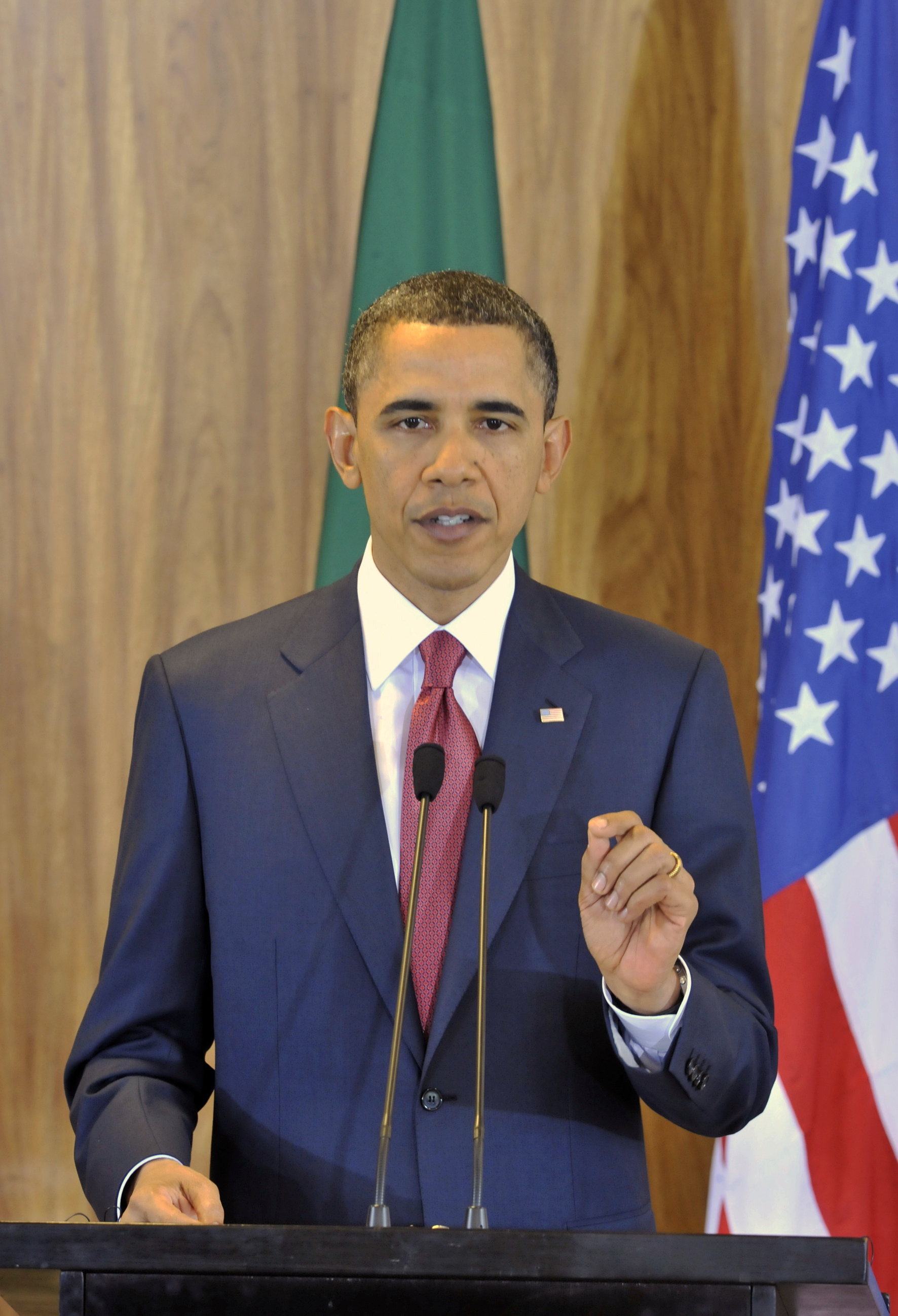
O presidente Obama discursando no Palácio do Planalto.

O presidente dos Estados Unidos Barack Obama visitou o Brasil entre os dias 19 a 20 de março de 2011 afim de buscar novos tratados comerciais entre Brasil e Estados Unidos. Obama partiu de Washington, D.C. na noite de sexta-feira dia 18 de março, acompanhado da esposa Michelle Obama, das filhas Malia e Sasha e da sogra Marian Shields Robinson; Os Obama chegaram em Brasília às 7h e 42min.

## Agenda

### Sábado

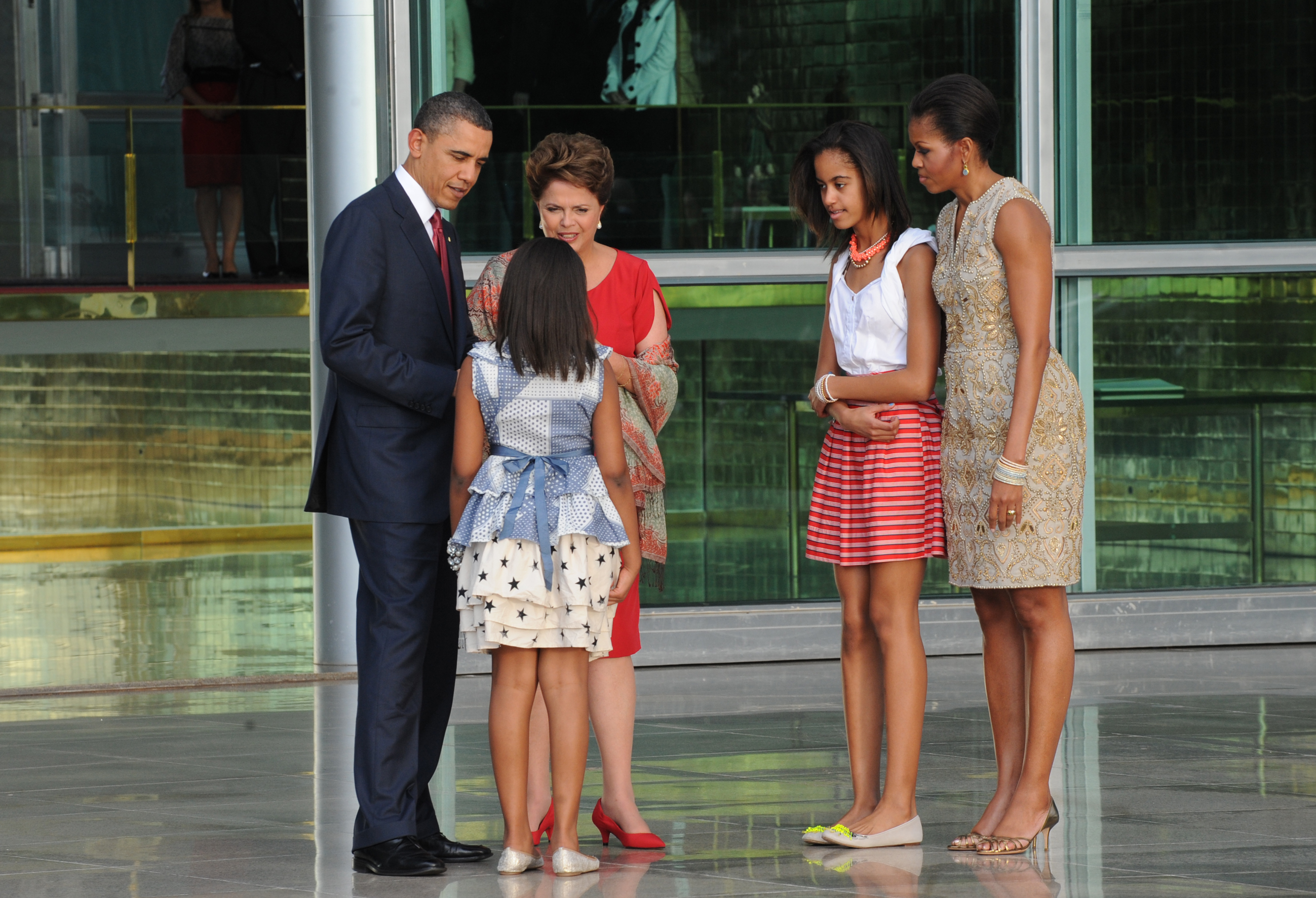
O presidente Barack Obama, a presidente Dilma Rousseff, primeira-dama Michelle Obama, Natasha e Mallia.

Acompanhado da mulher, das filhas e de uma comitiva de cerca de 800 pessoas, Obama embarca em Washington, D.C. e desembarca em Brasília, sendo recebido pela presidente Dilma Rousseff. Após almoço no Itamaraty, se reúne com empresários. Às 18h20 embarca para a cidade do Rio de Janeiro.

### Domingo
Obama visitou a estátua do Cristo Redentor pela manhã e depois seguiu para a Cidade de Deus, onde conheceu uma UPP e projetos sociais.
A tarde, ele discursou para uma plateia de 800 pessoas no Teatro Municipal do Rio de Janeiro, na Cinelândia.

### Michelle Obama
A primeira-dama dos Estados Unidos, Michelle Obama, chegou às 11h35 do dia 19 de março de 2011 em um restaurante em Brasília, junto com a mãe, Marian Robinson, e as filhas, Sasha e Malia, para assistir às apresentações do grupo de capoeira Raízes do Brasil e do grupo de percussão Batalá, formado somente por mulheres.
As apresentações fazem parte da agenda cultural organizada pela Embaixada dos Estados Unidos para a visita da primeira-dama ao Brasil. Segundo a assessoria da Embaixada dos americana, o objetivo da atividade é mostrar a Michelle Obama um pouco da cultura brasileira, por meio da dança e da música.

### Discurso no Rio de Janeiro

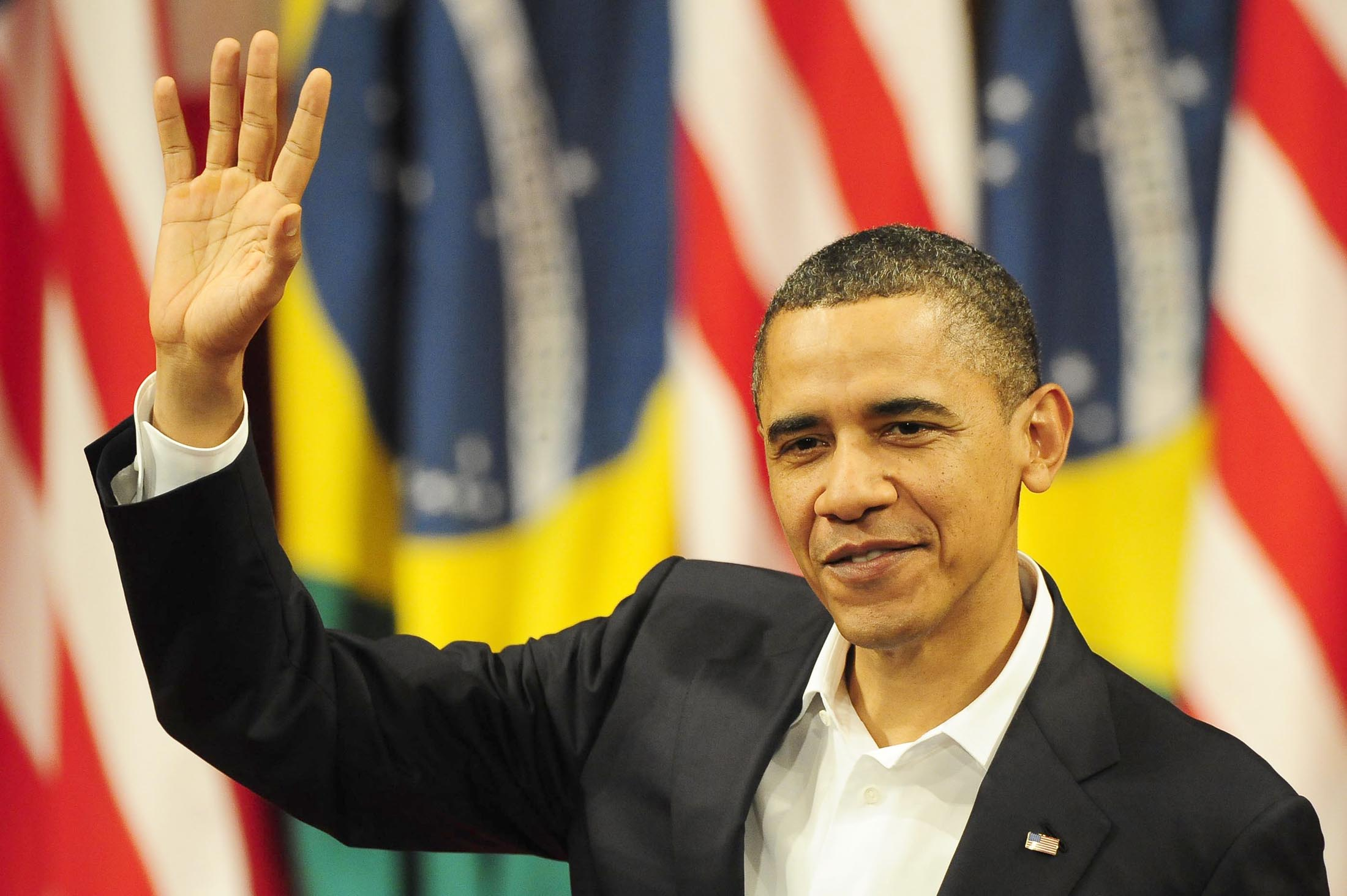
Barack Obama durante seu discurso no Theatro Municipal do Rio de Janeiro.

Inicialmente estava previsto que o presidente Barack Obama iria dar um discurso aberto ao público na Cinelândia, que estava programado para ocorrer em 20 de março de 2011, que foi cancelado após os alertas que o Serviço de Inteligência dos Estados Unidos recebeu após monitoramento das redes sociais.
Em vez do discurso aberto ao público, Obama discursou no Theatro Municipal do Rio de Janeiro do Rio de Janeiro. A segurança do presidente contou com a participação de 500 homens das Forças Armadas que se posicionaram no entorno do local. O controle e a varredura interna ficou sob responsabilidade exclusiva da Polícia Federal do Brasil.

## Acordos
Um dos principais acordos entre Estados Unidos e Brasil prevê a criação da Comissão Brasil-Estados Unidos para Relações Econômicas e Comerciais.

### Copa e Olimpíadas
Um dos documentos assinados pelos representantes dos dois países será a de cooperação dos Estados Unidos para apoiar o Brasil na organização de grandes eventos esportivos, como a Copa do Mundo de 2014 e os Jogos Olímpicos de 2016.

### Biocombustíveis
Na área dos biocombustíveis os dois países assinaram um acordo que prevê parcerias para o desenvolvimento de biocombustíveis, especificamente para a área de aviação. Também fechando um acordo que deve facilitar a concessão de licenças para voos de empresas aéreas brasileiras para os Estados Unidos.

### Educação
Na área da educação, um dos acordos prevê a facilitação para ingresso de brasileiros em universidades norte-americanas, a partir de programas de bolsas de estudo. O ato prevê "aprofundar a cooperação entre acadêmicos e cientistas brasileiros e americanos".